# 聖米凱萊島
聖米凱萊島（義大利語：Isola di San Michele）是意大利的一个接近矩形的島嶼，位於該國北部威尼斯潟湖，長0.46公里、寬0.39公里，面積0.18平方公里，最高點海拔高度1米，島上的墓地分為猶太教、天主教、東正教和基督教區域。
45°26′49″N 12°20′50″E / 45.44694°N 12.34722°E

## 畫廊

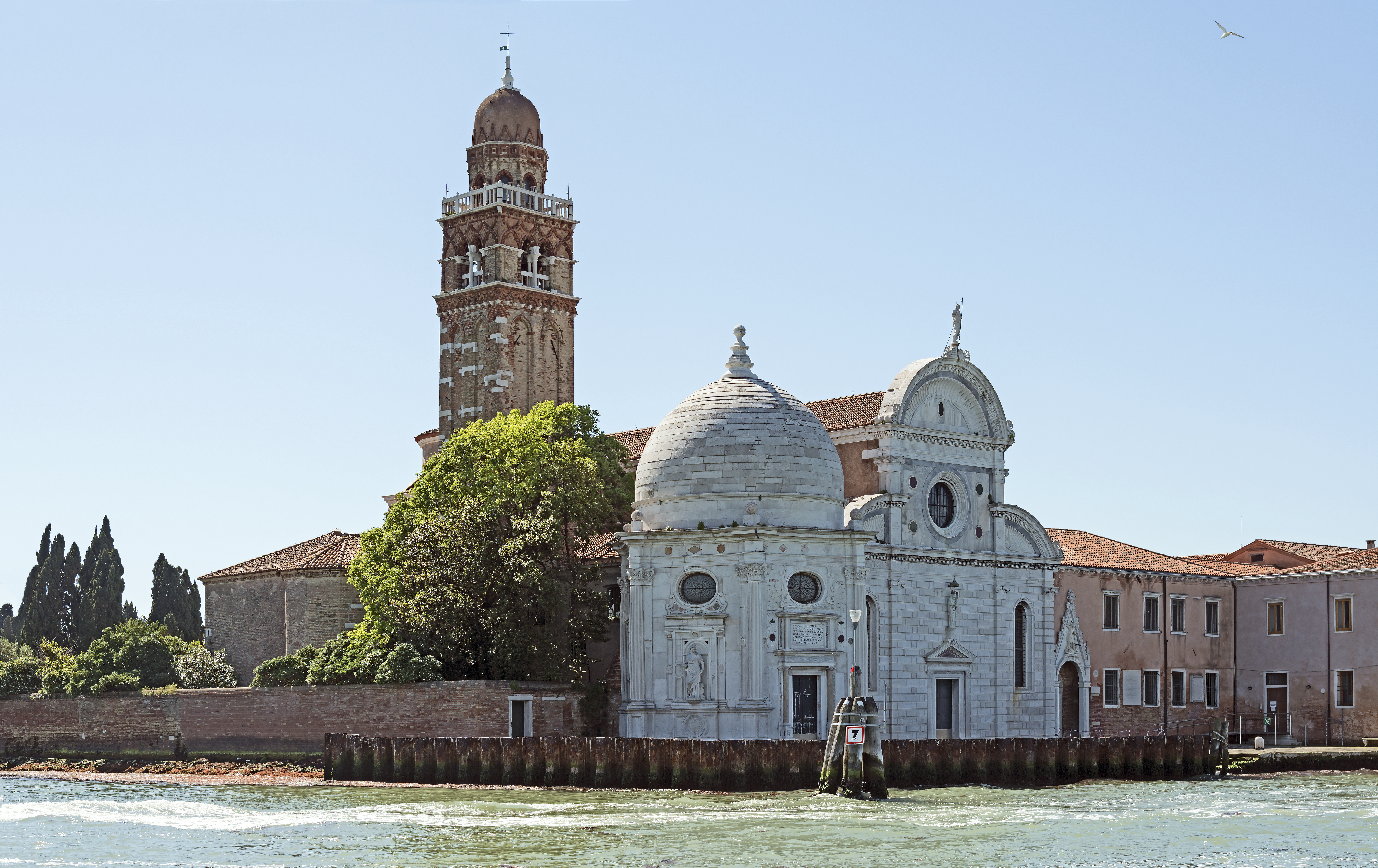
岛上圣弥额尔堂
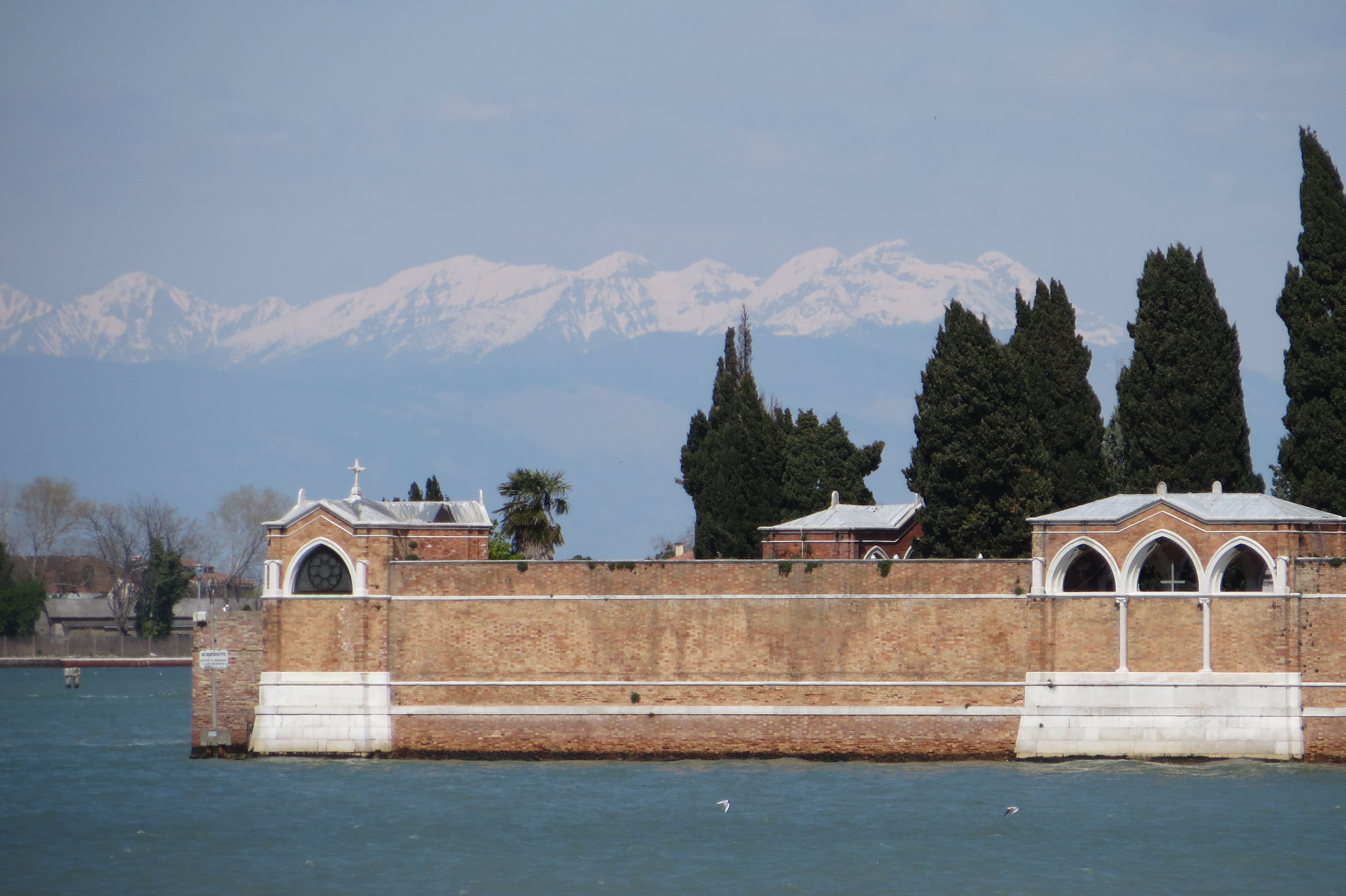
聖米歇爾城牆
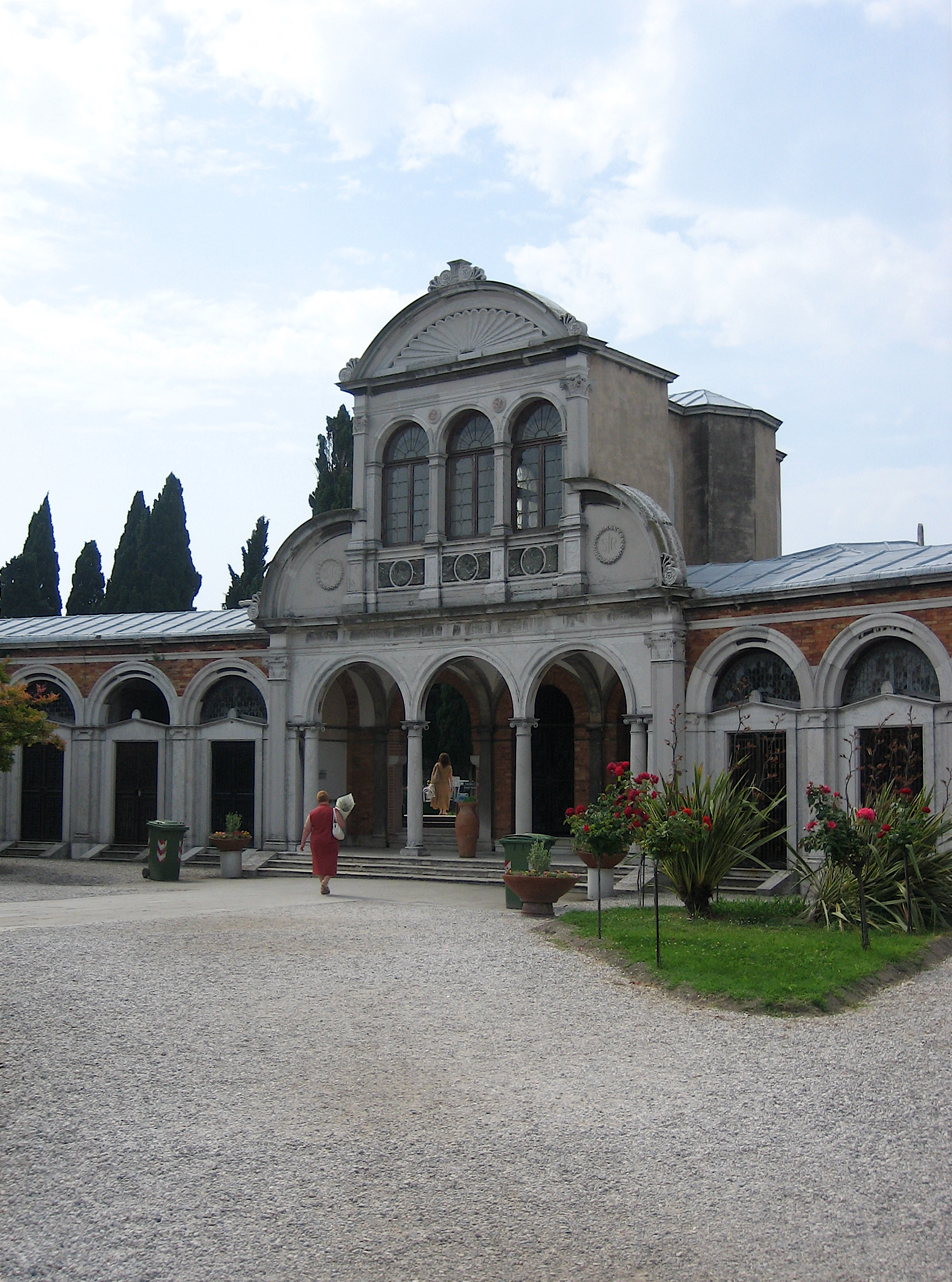
聖羅科教堂
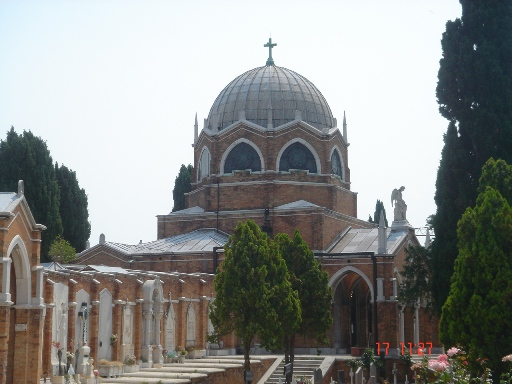
聖克里斯托福羅
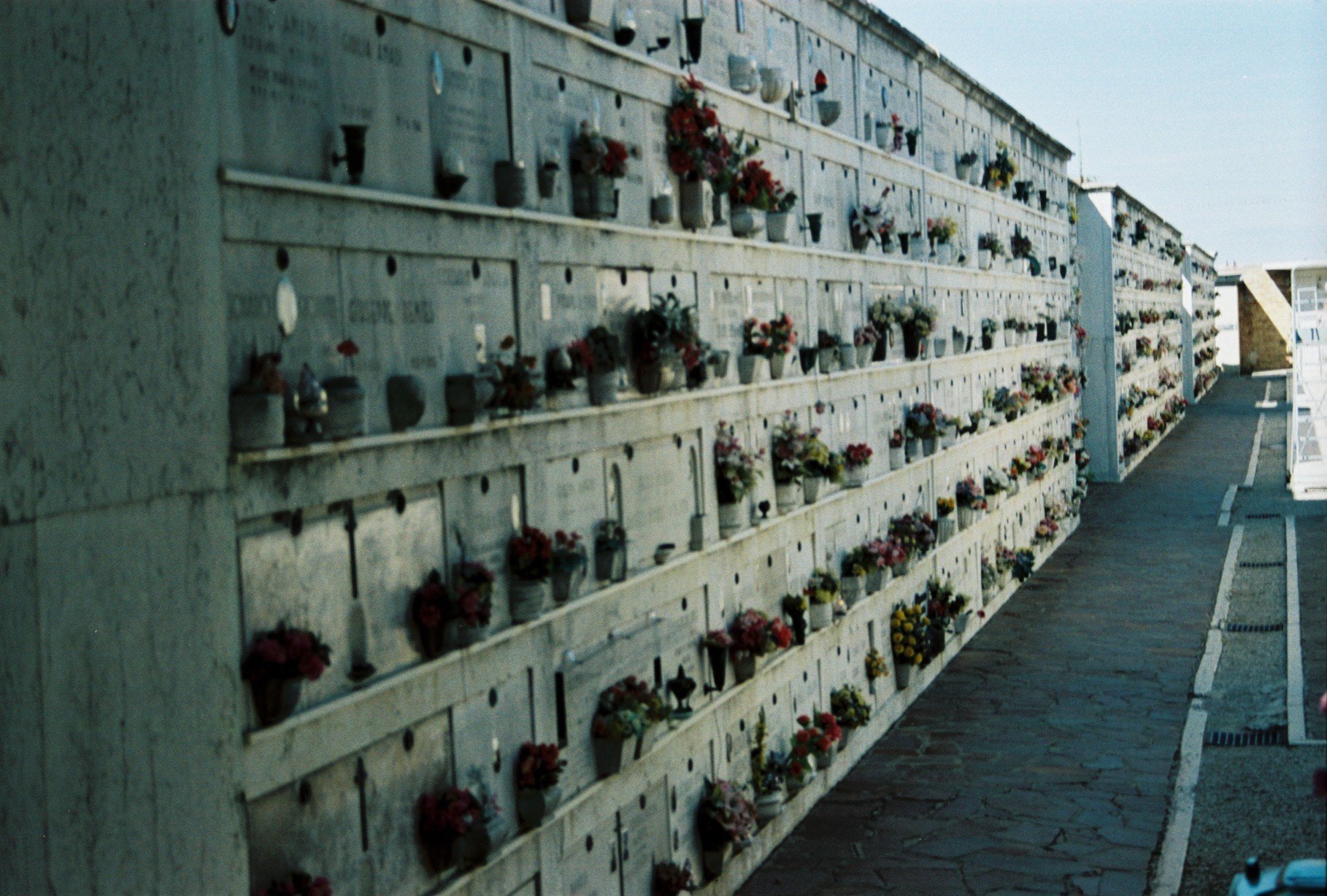
Graves